# Поштена вас
Поштена вас (словен. Poštena vas) је насељено место у општини Брежице, Посавска регија, Словенија.

## Историја
До територијалне реорганизације у Словенији била је у саставу старе општине Брежице.

## Становништво
У попису становништва из 2011. године, Поштена вас је имала 48 становника.
| Број становника према пописима | Број становника према пописима | Број становника према пописима |
| ------------------------------ | ------------------------------ | ------------------------------ |
| 1991                           | 2002                           | 2011                           |
| 45                             | 49                             | 48                             |